# Polycentropus irroratus
Polycentropus irroratus là một loài Trichoptera trong họ Polycentropodidae. Chúng phân bố ở miền Cổ bắc.